# Frente Popular Patriótico de Jammu & Kachemira
Frente Popular Patriótico de Jammu & Kachemira (All Jammu & Kashmir Patriotic Peoples Front), es un partido político en Jammu y Kachemira. El grupo es una facción proindia, relacionado con los llamados "contrainsurgentes" (paramilitares). Muslim Mujahedin fue un grupo guerrillero islamista, que se entregó al gobierno en 1995 y cooperó con el ejército indio. Muslim Mujahedin salió del Hizb-ul-Mujahedin en 1993. El Frente popular patriótico fue formado como una estructura electoral de Muslim Mujahedin.
Las fuerzas de Muslim Mujahedin fueron desmobilizadas en 1997-1998, pero más tarde parte del grupo se reorganizó.
Después de 1997 el Frente popular patriótico apoyaba al gobierno de la Conferencia Nacional de Farooq Abdullah en Kachemira.
En las elecciones al Lok Sabha en 1999 el líder del FPP, Ghulam Nabi Mir fue candidato en Anantnag. Recibió 1500 votos (1,46%).
En 2001 el líder del FPP y comandante en jefe de Muslim Mujahedin "Ghulam Nabi Mir" fue asesinado.
- Datos: Q3781550